# Dennis the Menace (filme)
Dennis the Menace (no Brasil e em Portugal: Dennis, o Pimentinha) é um filme de comédia familiar e aventura lançado em 1993 nos Estados Unidos, baseado na tira de banda desenhada de Hank Ketcham de mesmo nome. Este, no entanto, não é o primeiro filme em live-action de Dennis the Menace pois a primeira produção com atores reais sobre os personagens foi Dennis the Menace: Dinosaur Hunter, que estreou na televisão americana em 1987.
O filme foi dirigido por Nick Castle, escrito e produzido por John Hughes, e distribuído pela Warner Bros., que lançou o filme sob sua bandeira Family Entertainment. Trata-se das desventuras de uma criança travessa (Mason Gamble) com um topete e um sorriso que causa estragos em seu vizinho, o Sr. Wilson (Walter Matthau), geralmente sai com seus amigos, Joey (Kellen Hathaway) e Margaret (Amy Sakasitz), e é seguido por toda parte por seu cachorro, Ruff.
A sequência diretamente em vídeo chamada Dennis the Menace Strikes Again foi lançada mais tarde em 1998, sem os membros do elenco deste filme. O filme também foi seguido por uma série de desenhos animados chamado All-New Dennis the Menace.

## Enredo
Dennis Mitchell é um menino de cinco anos que vive com seus pais, Henry e Alice em Evanston, Illinois, e é o motivo das frequentes reclamações de seu vizinho ao lado, George Wilson e de outras pessoas em sua vizinhança por conta de suas travessuras. Embora o garoto seja de boa índole, Dennis acaba causando muitos problemas para George, como atirar um comprimido de aspirina na boca dele com um estilingue. A esposa de George, Martha, ao contrário de seu marido, adora Dennis como se ele fosse seu próprio neto, já que ela e George nunca tiveram filhos, e pensa que Dennis nunca causa problemas tão maliciosos por ele ser apenas uma inocente criança.
Um dia, Dennis acidentalmente derrama um balde de tinta na garagem de seus pais e, em seguida, tenta limpar o chão usando um aspirador de pó para sugar a tinta; o garoto, porém, acaba colocando o equipamento na função reverter e, sem querer, faz a máquina jogar um pouco da tinta bem na churrasqueira de George, que estava assando carne em seu quintal ao lado. Naquela noite, Dennis apronta com sua babá Polly e seu namorado Mickey apertando constantemente a campainha da porta e se escondendo, causando fúria nos dois a ponto de fazê-los colar uma tachinha no interruptor e prepararem água e farinha para jogar no brincalhão. No entanto, George vai até lá para provar que Dennis era responsável pela tinta jogada em seu churrasco e acaba por tocar a campainha, furando o seu polegar, e ser coberto com água e farinha, em vez de Dennis.
Na manhã seguinte, Dennis vai até a casa dos Wilsons para pedir desculpas pelos eventos da noite anterior, mas acaba brincando com as dentaduras do Sr. Wilson no banheiro dele, perdendo os dois dentes da frente, que caem pelo ralo da pia, e substituindo-os por gomas de Chiclets. Enquanto isso, um ladrão chamado Switchblade Sam chega à cidade e começa a furtar as casas das pessoas, além de roubar coisas ao ar livre, causando medo nas crianças do local.
Quando Henry e Alice são chamados em viagens de negócios ao mesmo tempo, eles não conseguem encontrar ninguém para cuidar de Dennis durante suas ausências devido à sua reputação de menino encrenqueiro, então eles acabam pedindo a George e Martha para tomarem conta dele; os Wilsons concordam, embora George esteja relutante. Naquela noite, George fica ainda mais irritado com Dennis quando o menino derrama água da banheira no chão do banheiro, substitui o spray nasal de George por enxaguante bucal e enchendo o vidro do enxágue com desinfetante, além de trazer o seu cachorro de estimação, Ruff, para casa dos Wilsons, fazendo com que George o beije na sala durante o escuro por confundi-lo com Martha.
A casa dos Wilson é escolhida para sediar a Summer Floraganza, uma competição de plantas e flores a qual George sagra-se vencedor, com o prêmio sendo aguardado por George há anos por cultivar e nutrir uma rara orquídea que floresce à noite há quarenta anos, preparada especialmente para a ocasião; a flor, no entanto, irá florescer por apenas alguns segundos e depois morrerá rapidamente. O voo de Alice de volta para casa está atrasado devido a uma tempestade, forçando Dennis a ficar com os Wilsons durante a noite da festa, para desgosto de George. Por insistência de Martha, George acaba permitindo que Dennis participe da festa, mas Dennis rapidamente se afasta dos convidados quando várias idosas apertam suas bochechas. Ele então acaba apertando o botão da porta da garagem, fazendo com que ela se abra e derrube a mesa de sobremesas, fazendo uma enorme bagunça. Contra as objeções de Martha, George coloca Dennis de castigo em um dos quartos no andar de cima da casa.
Enquanto os Wilsons e seus convidados aguardam o florescimento noturno da flor, Switchblade Sam furta a casa; Dennis o ouve quando está saindo. Quando a flor está prestes a finalmente desabrochar, Dennis alerta todo mundo sobre o roubo, distraindo os convidados e fazendo todos perderem o exato instante que a planta desabrocha, a qual morre posteriormente. Furioso com o seu investimento de quarenta anos desperdiçado e os constantes contratempos que Dennis causou, George repreende severamente Dennis dizendo que ele é uma peste, uma ameaça e uma criança mimada e egoísta e que a oportunidade de ver a sua flor finalmente desabrochar significava mais do que qualquer coisa na vida dele; George ainda diz ao garoto que não quer vê-lo mais, entristecendo ainda mais o inocente menino. Desolado, Dennis começa a chorar e pede desculpas para George, mas é ignorado por ele. O menino então foge em sua bicicleta para a floresta, onde ele acaba encontrando Sam, que o sequestra.
Henry e Alice chegam em casa e ficam sabendo sobre o desaparecimento de Dennis; a polícia então é chamada e uma busca pelo bairro é iniciada. Tendo descoberto que Dennis estava dizendo a verdade sobre o roubo, George, sentido-se culpado e arrependido de ter lhe repreendido, reflete sobre todas as coisas duras que disse a Dennis e realiza sua própria busca por ele. Enquanto isso, embaixo de uma pequena ponte ferroviária, Dennis involuntariamente mas efetivamente, derrota Sam, amarrando-o com uma corda, incendiando-o duas vezes com o fogo da fogueira feita por ele e, acidentalmente, espancando-o várias vezes, além de algema-lo e perdendo a chave das algemas na panela de feijão que estava sendo cozinhada pelo bandido. Ele retorna para casa na manhã seguinte com Sam totalmente ferido levado em seu carrinho puxado por sua bicicleta, tendo também recuperado as moedas de ouro de George que ele havia roubado. Algum tempo depois, naquele mesmo dia, Sam é levado sob custódia policial pelo chefe de polícia, que o aconselhara antes a deixar a cidade.
Dennis e George fazem as pazes e os Mitchells e Wilsons tornam-se amigos mais próximos. Naquela noite, Alice diz aos Wilsons que ela não precisa mais viajar para fora da cidade e que vai ficar para trabalhar em projetos locais, fazendo com que Dennis possa ir com com ela no serviço onde ele possa ficar em uma creche que será instalada no mesmo prédio onde ela trabalha. George porém zomba da ideia, dizendo que ele e Martha ficarão felizes em continuar cuidando de Dennis e diz que ele aprendeu que as travessuras das crianças é uma coisa natural. Quando George termina de falar, Dennis, que estava preparando marshmallows na churrasqueira de George, acidentalmente joga um deles ainda queimando na testa de George.
Durante os créditos finais, é mostrada uma cena onde Andrea, a colega de trabalho egoísta de Alice, encontra Dennis sentado perto da copiadora quando ela entra na sala para usá-la. O garoto pergunta se ele pode apertar o botão, mas ela arrogantemente diz a ele que não. Ele então aperta o botão de impressão, fazendo com que o alimentador de papel sugue a echarpe de Andrea, prendendo-a com a face para dentro do scanner. Enquanto a máquina começa a copiar o rosto aterrorizado de Andrea, Dennis foge no meio do escritório.

## Elenco
- Estúdio: Herbert Richers (RJ)
- Mídia: Televisão (SBT) / VHS / DVD / TV Paga
- Direção: Marlene Costa

| Ator/Atriz        | Papel            | Dublador          |
| ----------------- | ---------------- | ----------------- |
| Mason Gamble      | Dennis Mitchell  | Marcos Souza      |
| Walter Matthau    | George Wilson    | Mauro Ramos       |
| Joan Plowright    | Martha Wilson    | Nelly Amaral      |
| Christopher Lloyd | Switchblade Sam  | Luiz Feier Motta  |
| Lea Thompson      | Alice Mitchell   | Marisa Leal       |
| Robert Stanton    | Henry Mitchell   | Hércules Fernando |
| Amy Sakasitz      | Margaret Wade    | Flávia Saddy      |
| Kellen Hathaway   | Joey             | Robson Richers    |
| Natasha Lyonne    | Polly            | Adriana Torres    |
| Devin Ratray      | Mickey           | Manolo Rey        |
| Paul Winfield     | Chefe de Polícia | Paulo Flores      |
| Bill Erwin        | Edward Little    | Orlando Drummond  |

## Produção
Mason Gamble ganhou o papel de Dennis Mitchell depois de derrotar outras vinte mil crianças que fizeram o teste para o papel. O roteiro foi escrito para usar certas referências de Back to the Future (também estrelado por Christopher Lloyd e Lea Thompson) e Home Alone (também escrito e produzido por John Hughes e estrelado por Devin Ratray).
O filme estreou em 25 de junho de 1993 nos Estados Unidos. No Reino Unido, o filme teve seu título alterado apenas para Dennis a fim de evitar uma confusão com um personagem identicamente nomeado da série de tiras britânica Dennis the Menace and Gnasher, que também estreou em 1951.

### Música
A música do filme foi composta pelo compositor veterano Jerry Goldsmith, que foi a primeira e única escolha de John Hughes para escrever a trilha sonora para o filme.
A gravadora Big Screen Records, que durou pouco tempo, lançou um álbum da trilha sonora de Goldsmith para o filme em julho de 1993; a La-La Land Records também lançou a partitura completa em abril de 2014 como parte de sua coleção de arquivos expandidos da Warner Bros.
Além disso, três antigos hits populares foram apresentados no filme: "Don't Hang Up" de The Orlons, "Whatcha Know Joe" de Jo Stafford (do álbum de 1963 Getting Sentimental over Tommy Dorsey), e "A String of Pearls" de Glenn Miller.

## Vídeo game
O filme também originou um jogo eletrônico de mesmo nome para as plataformas Amiga, Super Nintendo e Game Boy. O game é dividido em fases que incluem a casa do Sr. Wilson, as ruas da cidade, uma sala de mecânica, entre outros.

## Bilheteria
Dennis, o Pimentinha foi um sucesso de bilheteria. Contra um orçamento de 35 milhões de dólares, o filme arrecadou 51,3 milhões no mercado americano e mais 66 milhões no exterior para um total de 117,3 milhões de dólares, apesar das críticas negativas dos críticos de cinema.
No Rotten Tomatoes, Dennis tem uma taxa de aprovação de 28% com base em 25 avaliações, obtendo uma classificação média de 3,9/10; o consenso crítico do site diz: "Walter Matthau faz um bom trabalho como o Sr. Wilson, mas Dennis the Menace copia muito a fórmula de Home Alone".
Roger Ebert deu ao filme duas estrelas e meia de quatro e escreveu: "Há muito a gostar em Dennis the Menace, mas o personagem Switchblade Sam me impede de recomendar o filme". Mason Gamble foi indicado na categoria de Pior Revelação nos prêmios Framboesa de Ouro, mas também ganhou o prêmio de "Melhor ator juvenil em um filme de comédia" no Youth in Film Awards.